# Bahamaische Fußballnationalmannschaft
Die bahamaische Fußballnationalmannschaft ist die Fußballnationalmannschaft des karibischen Inselstaates Bahamas. Sie zählt zu den schwächsten Teams des Kontinentalverbandes CONCACAF. Bisher ist es der Mannschaft noch nicht gelungen, sich für den CONCACAF Gold Cup oder die Fußball-Weltmeisterschaft zu qualifizieren.

## Turniere

### Weltmeisterschaft
- 1930 bis 1994 – nicht teilgenommen
- 1998 – zurückgezogen
- 2002 – In der Qualifikation zur WM 2002 in Japan und Südkorea setzte man sich in der ersten Runde der Karibikzone 3 mit 3:1 und 2:1 gegen die Mannschaft aus Anguilla durch, scheiterte jedoch im Halbfinale mit 0:9 und 4:0 an Haiti.
- 2006 – In der Qualifikation zur WM 2006 in Deutschland schied die Mannschaft in der ersten Runde im März 2004 mit 1:1 und 1:3 gegen die Mannschaft aus Dominica aus.
- 2010 – Im Rahmen der Qualifikation zur Fußball-Weltmeisterschaft 2010 in Südafrika traf das Team in der ersten Runde der CONCACAF-Zone auf die Nationalmannschaft der Britischen Jungferninseln. Das Hinspiel endete 1:1. Im Rückspiel erreichte das Team ein 2:2-Unentschieden. Beide Spiele fanden in Nassau (Bahamas) statt. Aufgrund der höheren Anzahl von Auswärtstoren konnten die Bahamas somit in die zweite Runde einziehen. Dort schieden sie mit zwei deutlichen Niederlagen (0:6 im Heim- und 0:7 im Auswärtsspiel) gegen Jamaika aus.
- 2014 – In der ersten CONCACAF-Vorrunde zur WM-Qualifikation für das Turnier in Brasilien 2014 setzte sich das Team mit 4:0 und 6:0 gegen das Team der Turks- und Caicosinseln durch. Damit konnte man sich für die zweite Runde qualifizieren, aus der man sich jedoch im August 2011 zurückzog.
- 2018 – In der Qualifikation zur WM 2018 in Russland schied die Mannschaft in der ersten Runde im März 2015 mit 0:5 und 0:3 gegen die Mannschaft der Bermudas aus.
- 2022 –  In der Qualifikation traf die Mannschaft in der ersten Runde auf Trinidad und Tobago, St. Kitts und Nevis, Guyana sowie auf Puerto Rico. Mit einem Sieg und drei Niederlagen schied die Mannschaft aus.
- 2026 – In der Qualifikation zur WM 2026 in Kanada, Mexiko und den USA traf die Mannschaft in der zweiten Runde im Juni 2024 und Juni 2025 auf Costa Rica, Trinidad und Tobago,  Grenada und auf St. Kitts und Nevis. Die Mannschaft verlor die vier Spiele und schied als Gruppenletzter aus.

### CONCACAF Gold Cup
- 1991 bis 1998 – nicht teilgenommen
- 2000 – nicht qualifiziert
- 2002 – zurückgezogen
- 2003 – nicht teilgenommen
- 2005 – zurückgezogen
- 2007 – nicht qualifiziert
- 2009 bis 2019 – nicht teilgenommen
- 2021 bis 2025 – nicht qualifiziert

### Karibikmeisterschaft
- 1989 bis 1998 – nicht teilgenommen
- 1999 – nicht qualifiziert
- 2001 bis 2005 – Zurückgezogen
- 2007 – nicht qualifiziert
- 2008 bis 2017 – nicht teilgenommen

## Trainer
- Peter Wilson (1999–2000)
- Gary White (2004–2006)
- Neider dos Santos (2008)
- Kevin Davies (2011)
- Dion Godet (2015–2018)
- Nesley Jean (seit 2019) interim